# Ennio Antonelli

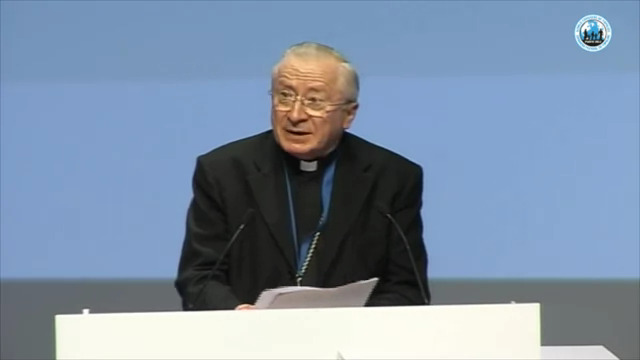
Kardinal Antonelli (2012)

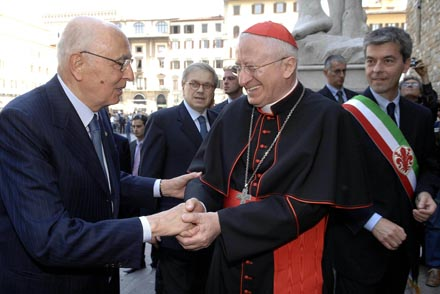
Ennio Kardinal Antonelli mit dem italienischen Staatspräsidenten Giorgio Napolitano

Wappen von Ennio Kardinal Antonelli

 Ennio Kardinal Antonelli  (* 18. November 1936 in Todi, Provinz Perugia, Italien) ist ein emeritierter Kurienkardinal der römisch-katholischen Kirche. Zuvor war er von 2001 bis 2008 Erzbischof von Florenz.

## Leben
Ennio Antonelli studierte in Assisi, Rom und Perugia die Fächer Katholische Theologie, Philosophie und Literaturwissenschaften. In Rom erwarb er die Lehrbefugnis in Katholischer Theologie, in Perugia promovierte er in Literaturwissenschaften und in Philosophie. Er empfing 1960 das Sakrament der Priesterweihe durch Erzbischof Ilario Alcini. Anschließend arbeitete er als Professor und Regens am Priesterseminar von Perugia sowie als Dozent für Kunstgeschichte in Assisi.
1982 ernannte ihn Papst Johannes Paul II. zum Bischof von Gubbio. Die Bischofsweihe spendete ihm Decio Lucio Grandoni, Bischof von Orvieto-Todi; Mitkonsekratoren waren Santo Bartolomeo Quadri, damaliger Erzbischof von Terni e Narni, und Antonio Fustella, Bischof von Saluzzo. 1988 erfolgte die Ernennung zum Erzbischof von Perugia-Città della Pieve. 1995 verzichtete er auf seinen Bischofssitz und wurde Generalsekretär der Italienischen Bischofskonferenz.
Am 21. März 2001 wurde Ennio Antonelli von Johannes Paul II. zum Erzbischof von Florenz ernannt und am 21. Oktober 2003 als Kardinalpriester mit der Titelkirche Sant’Andrea delle Fratte in das Kardinalskollegium aufgenommen.
Antonelli war Teilnehmer am Konklave 2005, in dem Papst Benedikt XVI. gewählt wurde. Am 7. Juni 2008 ernannte ihn dieser als Nachfolger von Alfonso López Trujillo zum Präsidenten des Päpstlichen Rates für die Familie. Gleichzeitig bat ihn der Papst das Erzbistum Florenz als Apostolischer Administrator weiterzuleiten, was er bis zum 26. Oktober 2008, dem Tag des Amtsantritts des neuen Florentiner Erzbischofs Giuseppe Betori, tat.
Am 26. Juni 2012 nahm Papst Benedikt XVI. das von Ennio Antonelli aus Altersgründen vorgebrachte Rücktrittsgesuch vom Amt des Präsidenten des Päpstlichen Rates für die Familie an. Nach dem Rücktritt Benedikts XVI. nahm Kardinal Antonelli am Konklave 2013 teil, in dem Papst Franziskus gewählt wurde.

## Mitgliedschaften
Kardinal Antonelli war Mitglied folgender Einheiten der Römischen Kurie:
- Kongregation für die Selig- und Heiligsprechungsprozesse (seit 2012[5], bestätigt 2013[6])
- Päpstlicher Rat für die Laien (seit 2003)[7]
- Päpstlicher Rat der Seelsorge für die Migranten und Menschen unterwegs (seit 2011)[8]
- Päpstlicher Rat für die sozialen Kommunikationsmittel (seit 2003)[7]